# Got Live if You Want It!
Got Live If You Want It! je prvi live album grupe The Rolling Stones. Izdan je u prosincu 1966. godine samo za područje SAD-a.

## Popis pjesama
1. "Under My Thumb" – 2:54
2. "Get Off of My Cloud" – 2:54
3. "Lady Jane" – 3:08
4. "Not Fade Away" – 2:04
5. "I've Been Loving You Too Long" – 2:55
6. "Fortune Teller" – 1:57
7. "The Last Time" – 3:08
8. "19th Nervous Breakdown" – 3:31
9. "Time Is on My Side"  – 2:49
10. "I'm Alright" – 2:27'
11. "Have You Seen Your Mother Baby, Standing in the Shadow?" – 2:19
12. "I Can't Get No) Satisfaction" – 3:05

## Top ljestvice

### Album
| Godina | Ljestvica            | Pozicija |
| ------ | -------------------- | -------- |
| 1967.  | Billboard Pop Albumi | #6       |

## Članovi sastava na albumu
- Mick Jagger - pjevač, udaraljke
- Keith Richards - gitara, pjevač
- Brian Jones - gitara, harmonika, pjevač
- Charlie Watts - bubnjevi
- Bill Wyman - bas-gitara

## Vanjske poveznice
- allmusic.com - Got Live If You Want It!